# Каллизен, Генрих
Генрих Каллизен (дат. Heinrich Callisen; 1740—1824) — датский хирург.
Основал медицинское общество в Копенгагене, с 1773 — профессор хирургии там же. С 1794 года был директором хирургической академии, способствовал развитию хирургии в Дании и Германии. Написал: «Iustitutiones chirurgiae hodiernae» (1777), «Principia systematis chirurgiae hodiernae» (1798—1800), «Systema chirurgiae hodiernae» (1815—1817).
Дядя датского медика и библиографа Адольфа Каллизена.